# 箱館丸

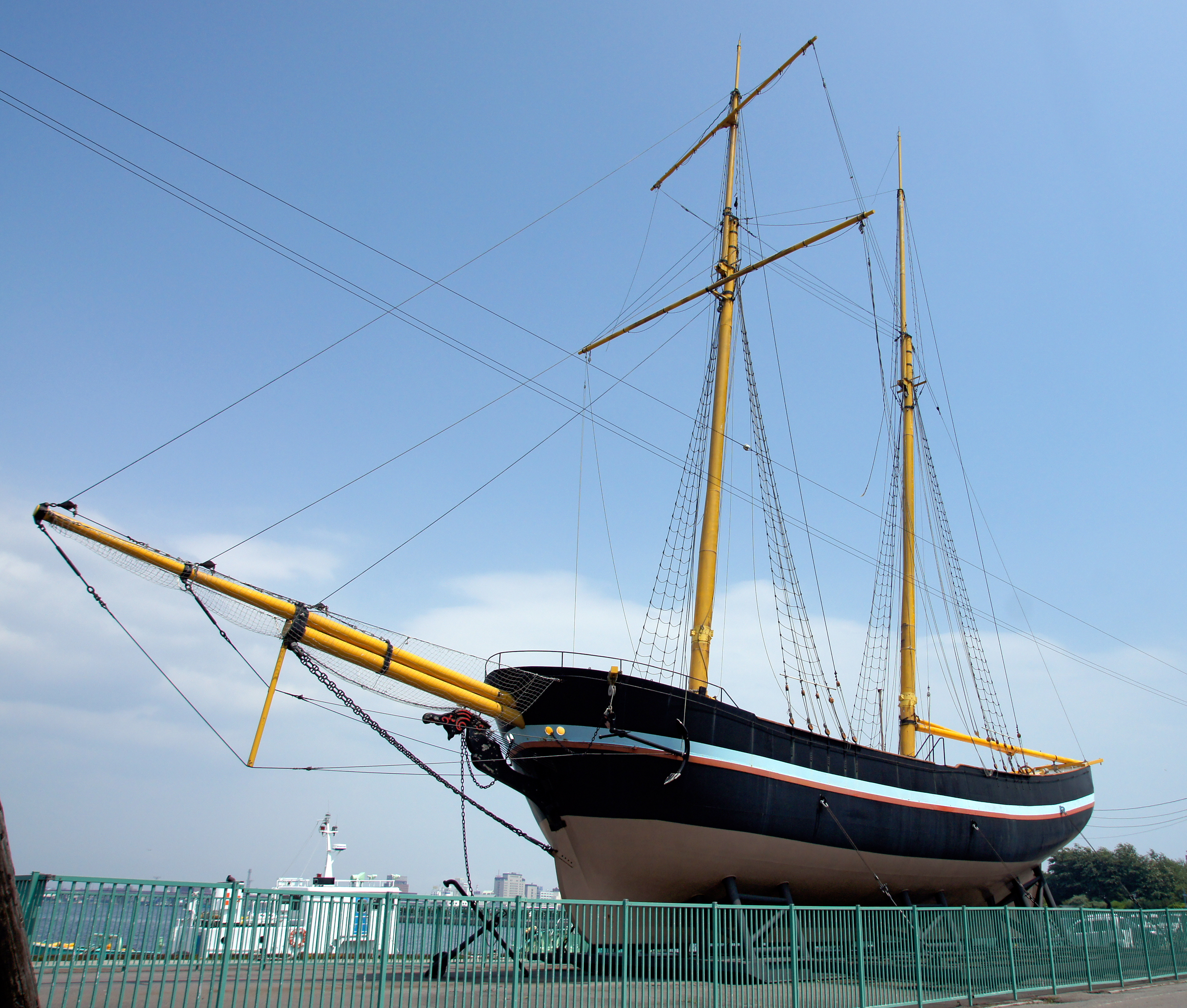
箱館丸復元船（1988年建造、函館港西埠頭）

箱館丸（はこだてまる）は、幕末に箱館奉行所によって建造された西洋式帆船。日本で建造された初期の洋式船の一例である。姉妹船の「亀田丸」とともに箱館形と称され、大野藩所有の「大野丸」も同型船である。実用性に優れており、箱館奉行の交代や日本各地の測量などに用いられ、「亀田丸」はニコラエフスクへ渡航しての海外交易も行った。

## 建造の経緯
黒船来航後、安政元年（1854年）の日米和親条約により、箱館湊は開港地とされ外国船の寄港が認められるようになった。幕府は、箱館奉行に外交・防衛問題の経験豊富な竹内保徳と堀利煕を充て、箱館の警備体制強化に乗り出した。竹内らは安政元年12月（1855年1月-2月）に奉行所への蒸気船配備を上申したところ、下田などで建造中の洋式帆船君沢形2隻の交付と箱館での同型船建造を認められた。しかし、君沢形の回航を待つのでは時間がかかり過ぎるので、箱館奉行所は洋式帆船を独自に設計することを決意した。
これより先の安政元年4月（1854年5月頃）、箱館奉行は船大工の続豊治を奉行所の異国船応接方従僕に任命しており、洋式船の調査を行わせていた。続は、碇泊中の外国船に近づいて洋式船の構造を無断調査しようとして捕縛されていた人物で、その熱意が認められたのである。続は奉行所の役人として外国船を訪れては調査し、安政2年（1855年）には辻松之丞の造船所で和洋折衷構造のボート2隻の試作に取り掛かった。安政3年6月（1856年7月）までに完成した試作船は性能良好と認められ、続は船大工頭取として本格的な洋式船建造を担当することになった。この間、安政2年9月（1855年10月）には4隻分の材木の調達にも出かけている。
こうして箱館の築嶋で起工されたのがスクーナー「箱館丸」である。安政4年7月（1857年8月-9月）に竣工した。奉行の堀利熈出席の下で進水式が行われた。功績により、続豊治は箱館御用船大工棟梁に昇進した。なお、「箱館丸」は日本初の洋式船と説明されることがあるが、君沢形や「鳳凰丸」のほうが先行しており、事実ではない。
「箱館丸」の竣工翌年の安政5年（1858年）、続豊治は同じく築嶋で2隻目のスクーナー建造に着手し、安政6年10月（1859年11月頃）に竣工させた。2番船は亀田郡にちなんで「亀田丸」と命名された。「箱館丸」とともに箱館製の洋式船ということで、箱館形と呼称された。なお、万延元年（1860年）には和洋折衷の新型船も起工し、翌文久元年（1861年）に竣工、続豊治の名にちなんで「豊治丸」と命名された。また、大野藩の要望で、川崎で栖原長七により建造予定の箱館形3番船を提供することになり、これは「大野丸」として完成している。

## 構造
「箱館丸」「亀田丸」は、2本のマストに主に縦帆を張った二檣スクーナーと呼ばれる形態の洋式帆船である。これは先行の君沢形と基本的に同じであるが、箱館形は前部マスト最上部に横帆も備えている点で異なり、特にトップスル・スクーナーと呼ばれる。帆の総数も8枚ないし9枚と多くなっている。
「箱館丸」の要目は、勝海舟によれば長さ18間(32.7m)・幅4間(7.3m)、南部藩の元船頭である城澤朝吉の記録によれば長さ24間余(約44m)・幅5間余(約9m)とされ、全長96尺(29.1m)・竜骨長75尺(22.7m)・幅23.5尺(7.1m)・深さ18.8尺(5.7m)とする資料もある。トン数は56トンとの数字がある。また、同じ箱館形と称しても「亀田丸」は設計上の違いがあり、トン数も46トンと小型化されている。大野藩用の「大野丸」では、長さ18間(32.7m)・幅4間(7.3m)・深さ3間(5.5m)との勝海舟の示す値と同じ記録がある。
乗員数は、「箱館丸」の江戸への航海時に船頭以下27人との記録がある。別に城澤朝吉の記録によると「箱館丸」の乗船定員は36人。船体は黒・赤・白の縞に塗り分けられていたという。ボート3隻が搭載されていた。
以上の「箱館丸」の設計は、ロシア人の指導に基づく君沢形とは異なり、外国人の直接の協力を得ないで行われた。続豊治による外国船調査のデータのほか、箱館の商人である渋田利右衛門所蔵の洋書も参考にされたという。なお、日本人による洋式船の独自設計という点でも初めてではなく、「鳳凰丸」などの先行例がある。

## 運用
箱館形2隻は、箱館奉行所の下で航海練習船や輸送船、測量船などとして使用された。操縦法は、続豊治の息子である福士成豊が外国船員から筆談で学びとっていたのをはじめ、寄港する外国船船員から指導を受けていた。後には長崎海軍伝習所や築地軍艦操練所で教育を受けた者も乗船した。運用には箱館奉行配下の諸術調所教授役だった武田斐三郎が中心的役割を果たしていた。
「箱館丸」が安政4年7月（1857年9月頃）に竣工すると、津軽へ試験航海が行われた。安政4年11月24日（1858年1月8日）には江戸へ帰る奉行の堀利煕が試乗、船頭の陶山忠吉以下の操縦で翌月に無事に到着した。堀は、速力に優れ、暴風雨に遭っても船体が壊れず非常に堅牢な構造だったと高く評価している。性能面で君沢形を上回っていたともいう。2番船の「亀田丸」も、竣工翌月の安政6年11月（1859年12月頃）には竹内保徳の江戸帰還に使用された。その後、交代の新任奉行の派遣にも使われた。1858年4月頃に江戸を訪れていたオランダ商館長ヤン・ドンケル・クルティウス一行も「箱館丸」を目撃したようで、東京湾内に6隻の日本製二檣帆船が碇泊しているのを見かけたところ、これを箱館奉行も移動に使っているとの説明を受けている。
測量航海では日本各地を長期間かけて巡っている。前島密も「箱館丸」測量役として7ヶ月の日本一周航海を経験していた。
箱館形は交易用としても盛んに用いられた。測量や練習航海の際にも昆布などの蝦夷地の特産品を積んで各地で売り払い、収益を整備費用に充てていた。ある時に「亀田丸」は塩引き鮭3000両分を積んで出帆したところ、仙台で米に買い替えて江戸で7500両で売却、一航海で4500両もの利益を得たという。
特筆すべき点として「亀田丸」は海外への輸出貿易に使用されたことが挙げられる。これには、物資の乏しい箱館では外国船の物資調達で物価上昇が懸念されたため、積極的に海外から調達を図ろうとする意図があった。文久元年4月-8月（1861年5月-9月頃）には、軍事偵察を兼ねてロシア帝国領アムール川方面への遠洋航海を行い、ニコラエフスクに寄港して絹や醤油などを販売している。水野正太夫を司令官、武田斐三郎を船長として日本人乗員が乗り組んだほか、駐箱館ロシア領事館付きのロシア人少年兵が通訳として同行していた。イギリス人に貸与されて、広東への交易に出たこともあった。なお、箱館奉行所は輸入した帆船「健順丸」を使っての上海交易も実施している。
このほか、安政年間には「箱館丸」を使って西洋式の捕鯨が試みられている。箱館には外国の捕鯨船が寄港することがしばしばあり、ボンブランス（捕鯨銃）などの器具も入手できた。早くも安政4年11月（1858年1月）の「箱館丸」の初の江戸行きの際に、西洋式捕鯨の経験のあるジョン万次郎を指揮官として乗船させる計画が出ており、実際に箱館までは招聘されていた。翌年には房総半島の鯨組である醍醐組の醍醐新兵衛定緝らを同乗させ、奉行の村垣範正が直率して択捉島や樺太まで調査航海と試験操業を実施している。しかし、それ以上の進展は無く、後に醍醐組が独自に行った北方捕鯨も失敗に終わった。
「箱館丸」は明治維新後も北海道周辺で使用されていたが、明治2年9月（1869年8月頃）に樺太のアイロップへ碇泊中に暴風雨に遭い大破、焼却処分された。

## 復元船
1988年（昭和63年）の青函トンネル開通記念博覧会に際し、「箱館丸」の復元船が制作された。博覧会後に続豊治の子孫が買い取って函館市に寄贈、現在は函館港西埠頭で陸上展示されている。
なお、2022年には、日本船舶海洋工学会の認定する第6回「ふね遺産」に、「日本人が建造したスクーナー型西洋帆船の先駆け」（非現存船）として認定され、推薦者である函館の歴史的風土を守る会と、関連資料を弘前市立弘前図書館の津軽家古文書の中に多く所蔵する弘前市に認定書が贈呈された。